# Jerusalems lott
Jerusalems Lott (på engelska Jerusalem´s Lot, ofta förkortat till ´Salem´s Lot eller kort och gott bara : Lot) är ett fiktivt amerikanskt samhälle i Cumberland County, Maine, som förekommer i flera verk av den amerikanske författaren Stephen King. Samhället uppges i "Staden som försvann" ha varit placerat norr om Portland, nära städerna Falmouth och Cumberland.  
Byn Jerusalem´s Lot grundades på 1700-talet av en religiös sekt men övergavs plötsligt och oförklarligt i slutet av århundradet för att sedan byggas upp först hundra år senare. Hösten 1975 drabbades det lilla utspridda samhället (som då hade cirka 1 300 invånare)  av en plötslig nedgång med stor utflyttning och även flera rapporterade försvinnanden. Året efter brann hela orten ned i en stor skogsbrand. Jerusalem´s Lot byggdes aldrig upp efter branden. 
Samhället är som sagt en påhittad skapelse av Stephen King, liksom exempelvis de likaledes påhittade städerna Derry och Castle Rock. De omgivande städerna är dock inte påhittade och vill man uppleva ungefär hur Stephen King tänkte sig miljön i Jerusalem´s Lot kan man lämpligtvis besöka det utspridda samhället Durham som ligger nästan i samma område. Durham var också det samhälle Stephen King bodde i som barn. 
Stephen Kings berättelse om Jerusalem´s Lot finns att läsa i flera verk. I kronologisk ordning är dessa: 
1) Novellen "Jerusalems Lott" (novellsamlingen "Dödsbädden"). Handlar om Jerusalem´s Lots äldre historia. 
2) Boken "Staden som försvann" (på engelska "´Salem´s Lot"). Handlar om händelserna 1975-76.
3) Novellen "Snöstormen" (novellsamlingen "Dödsbädden"). Handlar om en familj fast i en snöstorm några år efter att samhället brunnit ned.
Jerusalems lott är första delen av Stephen Kings novellsamling Night shift (titelnovellen heter "Dödsbädden" i svensk översättning) som i den svenska utgivningen även utgetts uppdelad i två delar där den andra delen heter "Majsens Barn". Utgiven på B Wahlströms bokförlag.
Jerusalems Lott är också en novell av Stephen King som handar om en spökstad i södra Maine och senare har utvecklats till romanen Staden som försvann (Salem's Lot, 1975). Novellen räknas ibland som en del av Cthulhu-mytologin.